# ریون (کمیک)
رِیوِن (به انگلیسی: Raven) با نام کامل ریچل راث، یک شخصیت خیالی ابرقهرمان در کتاب‌های کامیک آمریکایی منتشر شده توسط دی‌سی کامیکس است. شخصیت ریون توسط نویسنده مارو وولفمن و طراح جرج پرز خلق شده‌است؛ که برای اولین بار در شمارهٔ ۲۶ از مجموعه کمیک دی‌سی کامیکس پرزنت (اکتبر ۱۹۸۰) منتشر شد. او دختر دورگه امپراتور شیطانی (ترایگان) و مادری زمینی (آنجلا راث یا آرلا) است که دارای توانایی‌های همدلی، دورجنبی، فرافکنی اثیری و قادر به احضار و کنترل روح خویش، به منظور مبارزه است که معمولاً به شکل یک انسان یا کلاغی غول‌پیکر است. او یکی از اعضای برجستهٔ تیم ابرقهرمانی تایتان‌های نوجوان به‌شمار می‌رود.
تیگن کرافت در مجموعه تلویزیونی سرویس اچ‌بی‌او مکس تحت عنوان تایتان‌ها (۲۰۱۸) وظیفه بازی در این نقش را بر عهده دارد. او نخستین هنرپیشه‌ای است که نقش شخصیت ریون را در یک محصول لایو اکشن ایفا می‌کند.

## زندگینامه شخصیت

### تاریخچه
ریچل راث دختر ترایگان قدرتمند ترین عضو گروه  تایتان‌های نوجوان است و جزو ۱۰جادوگر قدرتمند دیسی محسوب می شود . ریون فردی دارای توانایی همدلی و دورنوردی است و قادر به اعزام روح خود (بدن عرفانی) است که می‌تواند توسط آن به شکل فیزیکی مبارزه کند و همچنین نقش چشم و گوش را به دور از بدنش برای او ایفا کند. او شخصیتی تاریک و دمدمی مزاج دارد و در بعد یا یک واقعیت صلح آمیز به نام آزاراث بزرگ شده‌است که رهبر معنوی آن فردی عرفانی به نام آذر بود. ریون به منظور سرکوب نمودن قدرت‌های شیطانی به ارث برده‌اش، توسط آذر برای کنترل احساساتش آموزش داده شد. در طی این مدت، ریون به ندرت مادرش را می‌دید و از او جدا بود. پس از مرگ آذر، آرلا مسئولیت آموزش و پرورش ریون را به عهده گرفت. تقریباً در این زمان بود که او برای نخستین بار با پدرش روبرو شد. بلافاصله پس از تولد ۱۸ سالگی‌اش، ریون متوجه شد ترایگان قصد دارد به بُعد او پا بگذارد، و چنین شد که سوگند یاد کرد تا او را متوقف کند.
ریون نخست برای درخواست کمک نزد گروه لیگ عدالت رفت، اما به‌واسطه مشاوره زاتانا با آن‌ها که نسبت خانوادگی شیطانی ریون را حس کرده بود جواب رد دریافت کرد. او با ناامیدی، برای مقابله با پدرش، تیم تایتان‌ها را اصلاح و تبدیل به تایتان‌های نوجوان جدید نمود. این تیم شامل دیک گریسون / رابین، کید فلش، واندر گرل، استارفایر، سایبورگ و بیست بوی بودند. این تیم در نهایت با کمک آرلا توانست ترایگان را شکست دهد و او را در یک زندان بین دو بعدی مهر و موم کردند. اگرچه ریون همچنان مجبور بود با نفوذ درونی پدرش مبارزه کند، زیرا او کاملاً از بین نرفته بود. بیش از یک بار، ریون در حین ماجراجویی‌های خود نزدیک بود کنترلش را در شرایط استرس شدید از دست دهد، و به سختی توانست کنترل خود را قبل از تجدید نیروی ترایگان به‌دست آورد.
ترایگان بالاخره از زندان فرار کرد، به زمین آمد و کنترل ریون را در اختیار گرفت، و در ادامه ازراث نیز نابود شد. اعضای تیم تایتان‌ها که تحت کنترل قرار گرفته بودند، سعی کردند تا ریون را بکشند. به موجب این اتفاق، روح ازراث ریون را تسخیر کرد و از او به عنوان کانالی برای نابودی ترایگان استفاده نمود. سپس زمانی که فرض می‌شد ریون مرده‌است، او از خاکسترهای نبرد برخاست و در نهایت از شر ترایگان شیطان خلاص شد. پس از این ماجرا، ریون ناپید شد و مادرش به دنبال او گشت.

### رهایی از چنگ ترایگان
پس از ناپدید شدن ریون، مادرش آرلا در سراسر دنیا به جستجوی او مشغول شد. او در نهایت مکان ریون را ردیابی کرد اما هر دو آن‌ها توسط بِرادِر بِلاد ربوده شدند. پیروان برادر بلاد از ریون برای کنترل نایت‌وینگ (رابین سابق) به منظور بخشی از نقشه رستاخیز برادر بلاد استفاده کردند. تایتان‌ها هر دوی آن‌ها را نجات دادند و مانع از بازگشت برادر بلاد شدند. در نتیجه شکست ترایگان، ریون برای نخستین بار در زندگی آزادی عمل برای تجربه احساسات را به‌دست آورد. ریون متوجه شد نه تنها قادر به احساس است، بلکه توانایی کنترل احساسات دیگران را نیز دارد. او شنل جدید سفید رنگی به نشانه رهایی از نفوذ پدرش بر تن کرد.
پس از این ماجرا، تایتان‌های نوجوان توسط انجمن ویلدبیست ربوده شدند، اما به‌وسیلهٔٔ گروهی از قهرمانان نجات یافتند. رهبر انجمن ویلدبیست در حقیقت هم تیمی آن‌ها جریکو بود، که توسط روح ازراث تسخیر شده بود. در این بین روح ازراث نیز توسط ترایگان تسخیر شده بود تا بتواند به وسیلهٔ چندتن از تایتان‌ها بازگشت خود را یکبار دیگر فراهم سازد. جریکو تلاش کرد از تایتان‌ها به عنوان پل ارتباطی به ارواح استفاده کند، اما در نهایت توسط پدرش، دث‌استروک نابودگر کشته شد. در طول یک جنگ عظیم، روح شیطانی ریون را تسخیر کرد و بار دیگر او را تبدیل به داپل‌گنگرِ شیطانی پدرش نمود. آرلا با همکاری دنی چیس، با بهره از روح آذر، ریون را تطهیر کردند. پس از آن بدن ریون از بین رفت، و آرلا و دنی نیز با فدا کردن خود، به روح تطهیر شده ازراث پیوستند تا تبدیل به شخصیت فَنتَزم شوند.

### ریون تاریک و شیطانی
بعدها نسخه‌ای دیگر از ریون ظاهر شد، که این بار توسط وجدان شیطانی خودش تسخیر شده بود. او سعی کرد یاخته تخم‌های کودکان ترایگان را در بدن میزبان‌های جدید درون‌کاشت کند. او مراسم ازدواج دیک گریسون و کوریاند'ر از تاماران را به هم زد و یکی از تخم‌ها را در این پرنسس بیگانه قرار داد. با این حال، او به اشتباه در ازای تباهی، روح ریون نیک را در او درون کاشت نمود. این مسئله باعث شد استارفایر زمین را برای رهایی از ریون شیطانی ترک کند. ریون سپس یاخته تخم را در چندین ابرقهرمان دیگر نیز درون‌کاشت کرد. در نهایت تایتان‌ها تنها به خاطر کمک فَنتَزم قادر به شکست ریون شدند.
ریون یکبار دیگر با حالت شیطانی بازگشت، تا نسخه خیر خود را که در داخل استارفایر قرار داشت نابود کند. تایتان‌ها با همکاری یکدیگر و برای آخرین بار او را شکست دادند و ریون تبدیل به خاکستر شد. به بخش خیر ریون بدنی جدید همراه با روح طلایی اهدا شد که به‌طور کامل از نفوذ شیطانی آزاد شده بود.
او در تجسم روح و فقدان فیزیکی بدن، برای کمک نمودن به بیرون کشیدن روح و خودآگاهی سایبورگ از ذهن کامپیوتر در سیارهٔ تکنیس، به زمین بازگشت. بعدها او نقش وسیله‌ای برای شکست شخصیت ابر شرور ایمپرییِکس، به‌وسیلهٔٔ راهنمایی واندر وومن و تمپست در بازیابی انرژی دارک‌ساید را ایفا کرد. ریون به عنوان یک روح، در زمین سرگردان بود و به دنبال جایگاه خود در آنجا می‌گشت.

### تولد دوباره
در حالی که روح ریون در جستجوی جایگاه خود در جهان بود، برادر بلاد خواستار او شد. سپس روح او توسط کلیسای بلاد در بدن دختری نوجوان قرار داده شد. تایتان‌های نوجوان که دوباره شکل گرفته بودند، به این نتیجه رسیدند که کلیسای بلاد ستایشگر پدر ریون، ترایگان می‌باشد. همچنین به آن‌ها پیشگویی شد که پیوند زناشویی بین برادر بلاد و ریون، به پایان جهان و آرماگدون منجر خواهد شد. تیم جدید تایتان‌ها جلوی مراسم عروسی را گرفتند، و ریون مجبور به برهم زدن مراسم و فرار گشت. او سپس به تیم جدید تایتان‌های نوجوان پیوست، و با استفاده از نام ریچل راث، نام خانوادگی اصلی مادرش، به عضویت در دوره آموزش متوسطه درآمد.
ریون در تولد دوباره، احساسات عاشقانه‌ای نسبت به هم‌تیمی خود، گارفیلد لوگان (بیست بوی) پیدا کرد، و این دو وارد رابطه‌ای رمانتیک شدند.
در طی سری محدود ۵۲، پس از مرگ سوپربوی، تایتان‌ها از هم گسیخته شده و شروع به تجزیه می‌کند. رابین به بتمن پیوست و واندر گرل نیز تیم را ترک کرد. بیست بوی برای حفظ تیم تلاش می‌کرد، اما اعضای جدیدی که عضو گروه می‌شدند در ازای اجرای عدالت، تنها به دنبال شهرت و افتخار بودند. زمانی که بیست بوی تصمیم گرفت در انجام مأموریتی به شخصیت استیل کمک کند، اکثر اعضا تیم را ترک کردند و تنها ریون و زکری زاتارا باقی ماندند. سپس بیست بوی، ریون، آفسپرینگ و آکواگرل، استیل را در حمله به شرکت لکس لوتر یاری کردند. ریون همچنین در جنگ جهانی سوم شرکت کرد. در نهایت رابین، واندر گرل و چندین شخصیت جدید به تیم تایتان‌ها پیوستند و تیم یکبار دیگر از نو شکل گرفت. بیست بوی و ریون در میان تنها اعضایی به‌شمار می‌رفتند که در طی این مدت در تیم باقی ماندند.

## توانایی‌ها و قدرت‌ها
ریون دارای توانایی همدلی و قادر به جذب درک و تغییر احساسات دیگران است. او همچنین توسط این قدرت قادر به ربودن احساسات دیگران است که نتیجه آن احساس بی‌حسی در فرد است، یا قادر به جذب درد فرد مجروح، در جهت کاهش رنج و زجر کشیدن و در نهایت بهبودی سریع او می‌باشد. او به عنوان دختر نیمه شیطانی ترایگان، بسیار قدرتمند است و توانایی‌های زیادی از خود به نمایش گذاشته‌است. ریون همچنین از خود توانایی به‌کارگیری، کنترل و ایجاد سایه‌های محض و تاریکی را نشان داده‌است.
ریون قادر به احضار و کنترل انرژی جامد و سیاه رنگی است که شکل یک انسان یا کلاغی غول‌پیکر را به خود می‌گیرد. با استفاده از این توانایی، ریون قادر به انتقال خودآگاهی خود به ذهن دیگران برای اهداف درمانی، سفر به مسافت‌های طولانی و عدم حضور فیزیکی است. او همچنین از این قدرت برای سفر به بعدهای دیگر بهره می‌برد. بدین صورت که او بدن فیزیکی خود را تبدیل به روح کرده و می‌تواند خود و دیگران را تا فواصل محدودی دورنوردی کند. از دیگر قابلیت‌های او می‌توان به قدرت پرواز اشاره کرد.